# NGC 6327
NGC 6327 é uma galáxia  localizada na direcção da constelação de Hercules. Possui uma declinação de +43° 38' 56" e uma ascensão recta de 17 horas, 14 minutos e 02,2 segundos.
A galáxia NGC 6327 foi descoberta em 18 de Julho de 1876 por Édouard Jean-Marie Stephan.